# Línea Montevideo - Progreso - 25 de Agosto

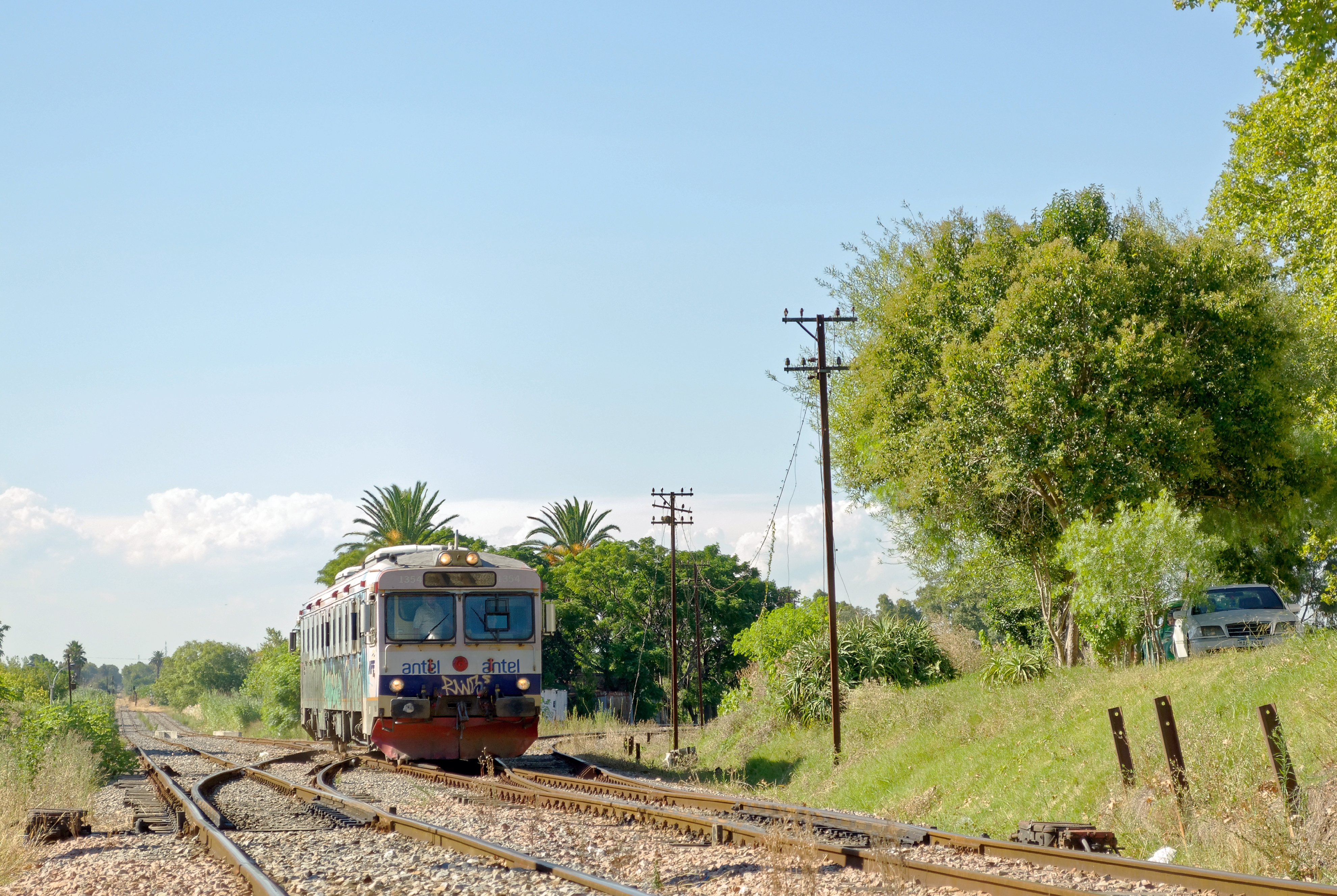
Coche motor FIAT proveniente de Progreso.

La línea Montevideo - Progreso - 25 de Agosto es una de las dos líneas ferroviarias suburbanas con servicios de pasajeros del área metropolitana de Montevideo. Actualmente se encuentra inactiva por las obras del Proyecto Ferrocarril Central desde 2019.

## Antecedentes históricos
En 1865, Senen María Rodríguez presentó al gobierno colorado de Venancio Flores una solicitud de concesión para la construcción de una línea ferroviaria entre Montevideo y Durazno. Tiempo más tarde, Rodríguez, cedió sus derechos al Ferrocarril Central del Uruguay de quién él fue su primer administrador.
El 4 de octubre de 1866 el gobierno nacional aprobó el proyecto e iniciando las obras el 25 de abril de 1867 sobre las inmediaciones del actual Viaducto de Paso Molino.
El 27 de noviembre arribó desde Leeds, Inglaterra la primera locomotora. Se trataba de una Manning Wardle clase A 0-6-0ST la que recibió el nombre de General Flores en referencia al estadista. 
El 4 de octubre de 1868 se realizó la primera prueba del trazado entre el Saladero de Maza en Montevideo y el pueblo de La Paz. El 22 de octubre el tramo hasta Las Piedras quedó concluido y de misma manera se realizó la segunda prueba.
El 1 de enero de 1869 se inauguró la primera sección de la línea entre la Estación Bella Vista sobre la calle Jujuy y la Estación Las Piedras con una longitud de 17 km. Corrían 15 servicios al día a través de 6 estaciones (Miguelete, Yatay, Gómez, Sayago, Pantanoso, Zorrilla y Las Piedras).
Para 1870 el déficit económico que sufría la empresa sumado a la Revolución de las Lanzas que redujo considerablemente el tráfico de pasajeros y mercaderías hizo denotar la imposibilidad de seguir extendiendo el recorrido planificado. Es así que Senen María Rodríguez viaja a Londres, Inglaterra para negociar un empréstito con el objetivo de llegar hasta el Río Santa Lucía. Rodríguez, consigue la aprobación del crédito y el 15 de noviembre de 1871 se inaugura la extensión hasta Progreso.
El 1 de abril de 1872 el servicio llega a Canelones y el 16 de noviembre las obras son terminadas hasta Juan Chazo (25 de Agosto) al que se le incluyó el antiguo puente sobre el río. Además, la Estación Bella Vista es trasladada a la actual calle Ricaurte dónde se conoce la Estación Lorenzo Carnelli quién albergó los talleres de la compañía. Por último se construyó una primitiva estación terminal sobre las calles Paraguay y Valparaíso, la cual albergó los servicios hasta 1891.
El 1 de enero de 1878 la compañía es adquirida en su totalidad por la Central Uruguay Railway debido a la falta de financiamiento.
El 14 de diciembre de 1891 el edificio de la Estación Central se incendió, por lo cual se debieron construir dos edificios (uno provisorio y otro permanente) para alojar los trenes que partían. Finalmente el 15 de julio de 1897 la Estación Central General Artigas es inaugurada.
El 31 de diciembre de 1948 el parlamento aprobó los proyectos para la adquisición de los ferrocarriles extranjeros, debido a que el Reino Unido mantenía una deuda de 17.000.000 de libras esterlinas con Uruguay a través de exportaciones provistas a causa de la celebración de la Segunda Guerra Mundial. El 31 de enero de 1949 los servicios pasaron a manos de la estatal Ferrocarril Central hasta el 19 de setiembre de 1952 que se crea la Administración de Ferrocarriles del Estado llevando a cabo la monopolización, explotación y mantenimiento del transporte de pasajeros y de carga por vías férreas.
En noviembre de 1987 el ministro de Transporte y Obras Públicas presentaron como parte del Plan Nacional de Transporte la destinación de los ramales ferroviarios para el transporte de carga masiva. La propuesta fue aprobada por AFE el 8 de diciembre de 1987 y el 16 de diciembre por presidencia quién dispuso la sustitución de los servicios de pasajeros de ferrocarril a ómnibus por carretera. Finalmente el 30 de diciembre, AFE suprimió todos los servicios de pasajeros, incluidos 25 de Agosto y Las Piedras.
En 1990 circularon trenes especiales contratados por la Intendencia de Montevideo desde San José y Florida hasta la Estación Yatay con objetivo de trasladar personas hacia y desde la Fiesta Criolla del Prado. El último día, el servicio proveniente del departamento maragato no pudo circular debido al mal tiempo, mientras que el de Florida si quién proveyó a acampantes que se encontraban cercados por el río. Al año siguiente circularon nuevamente los trenes especiales.
El 10 de octubre de 1991 el gobierno nacional realiza un llamado a futuros operadores privados para usufructuar el servicio entre Montevideo y 25 de Agosto. Al llegar febrero de 1992 no hubo ningún interesado en la línea debido a las condiciones excesivas impuestas.
En abril de 1993 se abre nuevamente un llamado a interesados en la operación del tramo, siendo la única presentada la empresa Ferrotransporte quién ya se encargaba del servicio entre Tacuarembó y Rivera.
El 25 de agosto de 1993 con la conmemoración de la Declaratoria de Independencia corrió un servicio oficial entre Montevideo y Florida. Minutos más tarde circuló uno de Ferrotransporte hasta 25 de Agosto transportando a más de 500 pasajeros. Al día siguiente, la empresa comenzó a circular de forma regular con ocho servicios hábiles por día y dos sabaderos llegando a viajar 1200 personas diariamente. El material rodante utilizado eran Alsthom BB56 o General Electric Alco 112 Ton. con salones Fiat Concord.
En 1994 AFE y Ferrotransporte comenzaron a reparar seis Ganz Mávag de origen húngaro junto a la reparación de tres salones Allan. También se rehabilitó la playa de maniobras de Bella Vista para la reparación de las formaciones de la línea. 
El 31 de diciembre de 1996 se resuelve la rendición del contrato con Ferrotransporte. AFE tomó los servicios con los mismos horarios.
El 3 de febrero de 1997 se agregan dos nuevos servicios hábiles desde Montevideo a 25 de Agosto y viceversa en horario vespertino.
En marzo de 1998 la Administración de Ferrocarriles del Estado vende la Estación Central General Artigas y su playa de maniobras al Banco Hipotecario del Uruguay para la concreción del Plan Fénix.
En diciembre de 1999 comienza la construcción de la Nueva Terminal de Pasajeros.
El 1 de julio de 2002, con un nuevo gobierno nacional encabezado por Jorge Batlle Ibañez se agregaron diez servicios nuevos entre Montevideo y Progreso los días hábiles, más dos los días viernes. A su vez se redujeron de ocho a seis los servicios entre Montevideo y 25 de Agosto los días hábiles y agregó dos los sábados entre octubre y abril. Con estas modificaciones AFE pasó de transportar 20.000 pasajeros a 80.000 en cuestión de un año.
El 28 de febrero de 2003 circuló por última vez el ferrocarril sobre la Estación Central General Artigas a las 21:40. Desde el 1 de marzo la Nueva Terminal de Pasajeros es cabecera terminal de la línea, ubicándose a 500 metros al norte de la cabecera original.
El 3 de julio de 2006, AFE, sumó dos nuevos servicios entre Montevideo y 25 de Agosto y viceversa, dos entre Montevideo y Canelones y viceversa. Todos fueron suprimidos tiempo más tarde.
El 16 de junio de 2013 arribaron cinco coches motores de larga distancia Fiat Ferroviaria modelo Y1R a Swedish State Railways en Suecia. Se trata de cuatro coches fabricados en Italia de 1979 (coche 1273), 1980 (coche 1310), 1981 (coches 1317 y 1333). Uno de ellos fue fabricado en Suecia bajo la licencia de Fiat por Kalmar Verkstad en 1981 (1354), siendo reconstruidos y remotorizados todos en 1997 con motores Volvo DH10 asignándoles la R debido a la reconstrucción.
En agosto de 2013 los coches motores son ploteados y desde el 19 de setiembre de 2013 comenzaron a circular entre Montevideo y Las Piedras con diéciseis servicios diarios hábiles. Por el lado de Progreso y 25 de Agosto cuatro cada una.
El 1 de octubre de 2014 se extendieron los servicios con los Y1R hasta la Estación Progreso. Se disminuyó a catorce servicios diarios hábiles, pero se mantuvo dos desde y hacia la Estación Las Piedras. De esta manera se eliminó los turnos con salones arrastrados por locomotoras diésel en el tramo y se mantuvo hasta 25 de Agosto con este tipo de formaciones.
El 20 de diciembre de 2014 AFE puso en servicio nuevamente el denominado Tren Playero que unía Montevideo y 25 de Agosto con dos servicios los días sábados hasta el mes de marzo. El mismo era utilizado con formaciones compuestas por salones Fiat Concord y locomotoras Alsthom BB56. Partía de la Nueva Terminal de Pasajeros a las 08:30 y volvía de la localidad floridense a las 17:40.
El 15 de abril de 2017 arribaron los últimos coches motores disponibles en Suecia. Se trata de siete unidades del mismo modelo al arribado en 2013 pero sin reconstruir. Los coches 1278, 1279, 1280, 1284, 1290 y 1295 son del año 1980 y el 1326 de 1981, todos fabricados en Italia por Fiat Ferroviaria. Esta última unidad cuenta con motores Volvo DH10 al igual que los Y1R.
En agosto de 2017 la pastera finlandesa UPM-Kymmene planea construir su segunda planta de celulosa en Uruguay. Para el traslado de la celulosa le exigió al gobierno a construir una conexión ferroviaria entre Paso de los Toros y el Puerto de Montevideo. Por ello se presentó el Proyecto Ferrocarril Central el cual afectó los servicios de pasajeros durante su construcción.
El 14 de junio de 2019 circularon por última vez los servicios de pasajeros y el 12 de julio los servicios de carga.

## Recorrido

#### Previsto para 2023
| CONTg@G |

|  | PSTR(L) |

|  | BUE |

|  | hKRZWae |

|  | STR+GRZq |

|  | ABZgl | STR+r |

|  | BUE | CONTf@F |

|  | BUE |

|  | SKRZ-Au |

|  | STR |

|  | STR |

|  | BUE |

|  | PSTR(L) |

|  | BUE |

|  | STR |

|  | STR |

|  | BUE |

|  | BUE |

|  | BUE |

|  | BUE |

|  | hKRZWae |

|  | BUE |

|  | BUE |

|  | BUE |

|  | BUE |

|  | hKRZWae |

|  | BUE |

|  | hKRZWae |

|  | BUE |

|  | hKRZWae |

|  | PSTR(L) |

|  | BUE |

|  | hKRZWae |

|  | BUE |

|  | hKRZWae |

|  | BUE |

|  | BUE |

|  | BUE |

|  | BUE |

|  | BUE |

|  | BUE |

|  | BUE |

|  | BUE |

|  | PSTR(L) |

|  | BUE |

|  | BUE |

|  | hKRZWae |

|  | BUE |

|  | BUE |

|  | ABZgl | STR+r |

|  | PSTR(L) | PSTR(R) |

|  | ABZg+l | STRr |

|  | BUE |

|  | SKRZ-Au |

|  | hKRZWae |

|  | BUE |

|  | hKRZWae |

|  | ABZgl | STR+r |

| KDSTaq | ABZgr+r | STR |

|  | ABZg+l | STRr |

|  | BUE |

|  | BUE |

|  | PSTR(R) |

|  | BUE |

|  | hKRZWae |

|  | BUE |

|  | BUE |

|  | BUE |

|  | BUE |

|  | BUE |

|  | hKRZWae |

|  | BUE |

| KINTa | hKRZWae |  |

| STRl | ABZg+r |  |

|  | ABZgl | STR+r |

|  | hKRZWae | hKRZWae |

|  | BUE | BUE |

|  | ABZg+l | STRr |

|  | BUE |

|  | PSTR(R) |

|  | BUE |

|  | ABZgl | STR+r |

|  | BUE | BUE |

|  | BUE | BUE |

|  | BUE | BUE |

|  | BUE | BUE |

|  | PSTR | PSTR(R) |

|  | BUE | BUE |

|  | hKRZWae | hKRZWae |

|  | BUE | BUE |

|  | hKRZWae | hKRZWae |

|  | BUE | BUE |

|  | PSTR(R) | PSTR(L) |

|  | KRZo | KRZo |

|  | BUE | BUE |

|  | BUE | BUE |

|  | BUE | BUE |

|  | PSTR(R) | STR |

|  | BUE | BUE |

|  | STR | PSTR(L) |

|  | hKRZWae | hKRZWae |

|  | hKRZWae | hKRZWae |

|  | KRZu | KRZu |

|  | CSTRa | CSTRa |

|  | CSTR | CSTR |

|  | CSTR | CSTR |

|  | CSTRe | CSTRe |

|  | PSTR(L) | PSTR(R) |

|  | CSTRa | CSTRa |

|  | CSTR | CSTR |

|  | CSTR | CSTR |

|  | CSTRe | CSTRe |

|  | PSTR(R) | STR |

|  | BUE | BUE |

|  | STR | PSTR(L) |

|  | hKRZWae | hKRZWae |

|  | BUE | BUE |

|  | PSTR(R) | STR |

|  | BUE | BUE |

|  | STR | PSTR(L) |

|  | BUE | BUE |

|  | BUE | BUE |

|  | BUE | BUE |

|  | PSTR(R) | PSTR(L) |

|  | hKRZWae | hKRZWae |

|  | STR+GRZq | STR+GRZq |

|  | BUE | BUE |

|  | BUE | BUE |

|  | BUE | BUE |

|  | BUE | BUE |

|  | SKRZ-Ao | SKRZ-Ao |

|  | BUE | BUE |

|  | BUE | BUE |

|  | BUE | BUE |

|  | PSTR(R) | PSTR(L) |

|  | BUE | BUE |

|  | BUE | BUE |

|  | PSTR(R) | PSTR(L) |

|  | BUE | BUE |

|  | BUE | BUE |

|  | BUE | BUE |

|  | PSTR(R) | STR |

|  | BUE | BUE |

|  | STR | PSTR(L) |

|  | BUE | BUE |

|  | eABZgr | STR |

|  | STR | ABZgl |

|  | SKRZ-Ao | SKRZ-Ao |

|  | STR | ABZg+l |

|  | PSTR(R) | PSTR(L) |

|  | BUE | BUE |

|  | KRZu | KRZu |

|  | BUE | BUE |

|  | BUE | BUE |

|  | BUE | BUE |

|  | BUE | BUE |

|  | BUE | BUE |

|  | BUE | BUE |

|  | BUE | BUE |

|  | KRZu | KRZu |

|  | BUE | BUE |

|  | BUE | BUE |

|  | hKRZWae | hKRZWae |

|  | PSTR(R) | STR |

|  | BUE | BUE |

|  | STR | PSTR(L) |

|  | CSTRa | CSTRa |

|  | CSTR | CSTR |

|  | CSTR | CSTR |

|  | CSTR | CSTR |

|  | CSTRe | CSTRe |

|  | KRZu | KRZu |

|  | PSTR(R) | PSTR(L) |

|  | SKRZ-Au | SKRZ-Au |

|  | BUE | BUE |

|  | ABZg+r | STR |

|  | STR | PSTR(L) |

|  | BUE | BUE |

|  | BUE | BUE |

|  | ABZgr | STR |

|  | BUE | BUE |

|  | BUE | BUE |

|  | ABZgr | STR |

|  | ABZg+l | STRr |

|  | PLT |

|  | exKDSTe |

## Principales estaciones

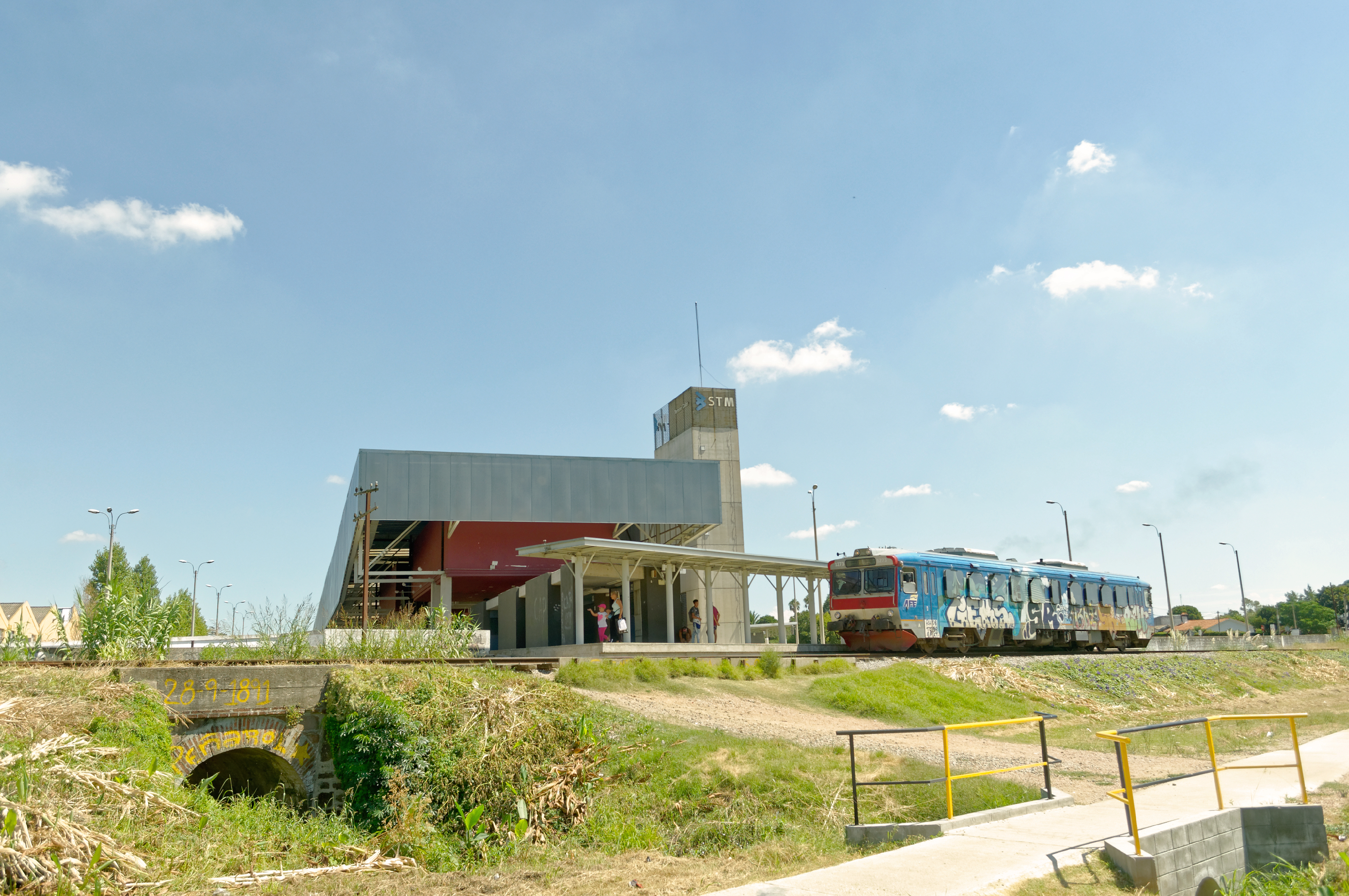
Terminal Colón del Sistema de Transporte Metropolitano.

| Estación         | Servicios                                                            | Ubicación   |
| ---------------- | -------------------------------------------------------------------- | ----------- |
| Progreso         |                                                                      | Progreso    |
| Las Piedras      |                                                                      | Las Piedras |
| La Paz           |                                                                      | La Paz      |
| Terminal Colón   | Aseos · Servicios adaptados · Aparcamiento · Cafetería · Información | Montevideo  |
| Colón            |                                                                      | Montevideo  |
| Sayago           |                                                                      | Montevideo  |
| Yatay            |                                                                      | Montevideo  |
| Central II       |                                                                      | Montevideo  |
| Estación Central |                                                                      | Montevideo  |